# Celestyna Orlikowska

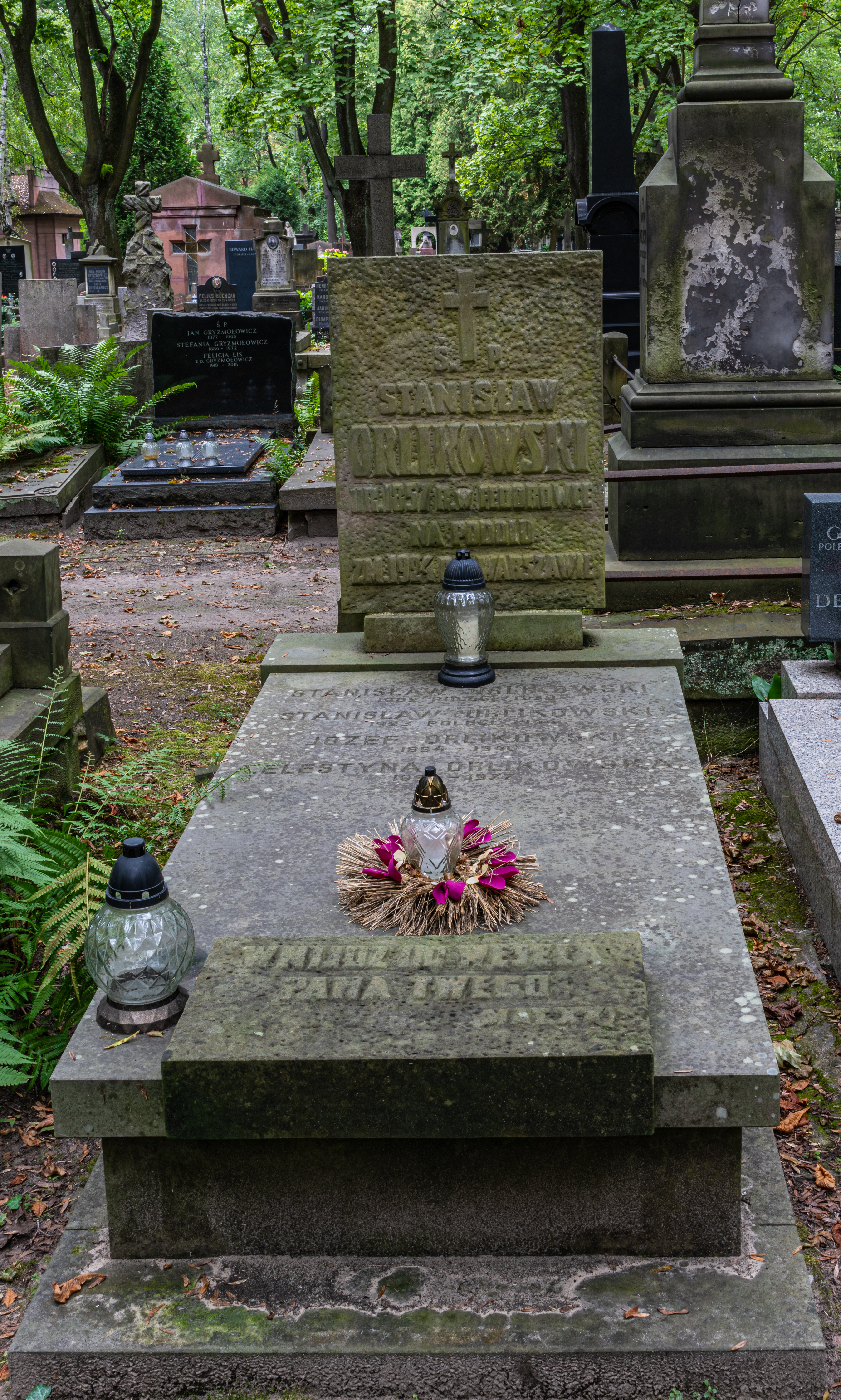
Grób Celestyny Orlikowskiej na cmentarzu Powązkowskim

Celestyna Orlikowska (ur. 12 kwietnia?/24 kwietnia 1892 w Fedorówce na Podolu, zm. 6 czerwca 1977 w Warszawie) – polska biolog, pedagog, doktor nauk przyrodniczych.

## Życiorys
Studiowała na Wydziale Filozoficznym Uniwersytetu Warszawskiego, gdzie w 1926 r. obroniła doktorat. Od 1929 r. zaangażowała się w działalność harcerską. Była delegatką na zjazd walny Związku Harcerstwa Polskiego, który odbył się w Piotrkowie Trybunalskim w 1930 r. Pracowała jako dyrektor w Państwowym Studium Nauczycielskim w Piotrkowie Trybunalskim, gdzie była też drużynową. W roku szkolnym 1935/1936 r. została dyrektorką Gimnazjum i Liceum im. Marii Konopnickiej w Łomży. Budynek szkolny przeszedł wówczas poważny remont, a do zajęć lekcyjnych wprowadzono dodatkowe zajęcia z kultury fizycznej i rekreacji. Po wybuchu II wojny światowej, 2 września 1939 r. została ewakuowana przez Siedlce do Warszawy. Od początku 1940 r. zaangażowała się w kolportaż tajnej prasy i pracę w Radzie Głównej Opiekuńczej, rok później musiała zawiesić działalność, ponieważ jedna z aresztowanych i osadzonych na Pawiaku współpracownic podczas śledztwa zdekonspirowała ją. Pod koniec sierpnia kpt. Zygmunt Hempel złożył jej propozycję organizacji podziemnej drukarni. Drukarnia mieściła się przy ulicy Ogrodowej 62, od grudnia 1941 r. drukowano tam Myśl Państwową. W tym okresie Celestyna Orlikowska posługiwała się pseudonimami Majstrowa i Szefowa. W związku z rosnącym wpływem Konwentu Organizacji Niepodległościowych i zagrożeniem dekonspiracją otrzymała rozkaz zorganizowania drugiej drukarni. Do realizacji tego pomysłu nie doszło i powróciła do kolportażu prasy z ramienia Biura Informacji i Propagandy Komendy Głównej Armii Krajowej. 16 maja 1943 r. została aresztowana i osadzona w obozie Ravensbrück jako Hilda Kühlen. W obozie prowadziła tajne zajęcia z biologii oraz należała do tajnej drużyny starszych harcerek „Mury”. Po zakończeniu wojny znalazła się w Tczewie, gdzie uczyła w Państwowym Liceum Gospodarstwa Wiejskiego, a następnie została skierowana od 1 stycznia 1950 r. do Liceum Agrotechnicznego w Karolewie koło Kętrzyna. 1 września 1950 r. została przeniesiona do Giżycka, lecz w 1952 r., jako przedwojenny nauczyciel, została odsunięta od pracy w szkole. Została zatrudniona w Bibliotece Akademii Medycznej w Gdańsku, gdzie pracowała do przejścia na emeryturę w 1956 r., po czym przeprowadziła się do Warszawy i zamieszkała w Domu Wysłużonego Pracownika Służby Zdrowia. Nadal uczestniczyła w życiu harcerskim drużyny „Murów”, brała udział w zlotach ZHP w 1970 r. i 1972 r. Pracowała nad książką o kobietach, które przed I wojną światową ukończyły studia wyższe. Pracę tę przerwała jej śmierć 6 czerwca 1977 r. Pochowana została na cmentarzu Powązkowskim w Warszawie (kw. 186, rząd 5, grób 13). 

## Odznaczenia
- 1975: Krzyż Kawalerski Orderu Odrodzenia Polski[1]
- 1976: Krzyż „Za Zasługi dla ZHP”[1][2]